# Championnat de Pologne de football 1939
Navigation
Édition précédente
La saison 1939 du championnat de Pologne devait être la dix-huitième saison de l'histoire de la compétition, mais cette édition n'est pas allée jusqu'à son terme.

## Les clubs participants
| Club                  | Ville    |
| --------------------- | -------- |
| AKS Chorzów           | Chorzów  |
| KS Cracovia           | Cracovie |
| Garbarnia Cracovie    | Cracovie |
| Pogoń Lvov            | Lvov     |
| Polonia Varsovie      | Varsovie |
| Ruch Chorzów          | Chorzów  |
| Union Touring Łódź    | Lódź     |
| Warszawianka Varsovie | Varsovie |
| Warta Poznań          | Poznań   |
| Wisła Cracovie        | Cracovie |

## Compétition

### Classement
| Rang | Équipe                 | Pts | J  | G | N | P  | Bp | Bc | Diff |
| ---- | ---------------------- | --- | -- | - | - | -- | -- | -- | ---- |
| 1    | Ruch Chorzów           | 18  | 14 | 8 | 2 | 4  | 50 | 23 | +27  |
| 2    | Wisła Cracovie         | 16  | 12 | 7 | 2 | 3  | 31 | 20 | +11  |
| 3    | Pogoń Lvov             | 16  | 13 | 7 | 2 | 4  | 27 | 22 | +5   |
| 4    | AKS Chorzów            | 15  | 12 | 6 | 3 | 3  | 30 | 14 | +16  |
| 5    | Warta Poznań           | 15  | 12 | 7 | 1 | 4  | 34 | 20 | +14  |
| 6    | KS Cracovia            | 14  | 13 | 7 | 0 | 6  | 23 | 32 | -9   |
| 7    | Polonia Varsovie       | 12  | 13 | 5 | 2 | 5  | 28 | 28 | 0    |
| 8    | Garbarnia Cracovie (P) | 10  | 13 | 4 | 2 | 7  | 17 | 32 | -15  |
| 9    | Warszawianka Varsovie  | 5   | 11 | 2 | 1 | 8  | 16 | 29 | -13  |
| 10   | Union Touring Łódź (P) | 3   | 12 | 1 | 1 | 10 | 15 | 51 | -36  |

| Légende | Légende     |
| ------- | ----------- |
|         | (P) : Promu |

## Meilleurs buteurs
| # | Joueur            | Équipe           | Buts |
| - | ----------------- | ---------------- | ---- |
| 1 | Ernest Wilimowski | Ruch Chorzów     | 25   |
| 2 | Zenon Pieniążek   | Polonia Varsovie | 16   |
| 3 | Artur Woźniak     | Wisła Cracovie   | 12   |